# Alfabet adygejski

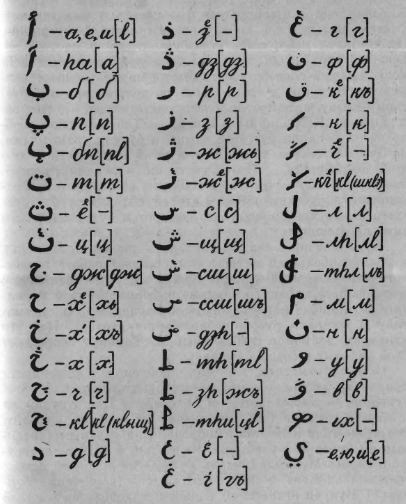
Alfabet Biersieja (1855 r.)

Alfabet adygejski – alfabet służący do zapisu języka adygejskiego. W trakcie swojego istnienia kilka razy zmieniana była jego reprezentacja graficzna.Współczesny alfabet adygejski jest oparty na cyrylicy.
Dawniej język adygejski był także zapisywany przy pomocy:
- alfabetu arabskiego – od połowy XIX wieku do lat 20. XX wieku;
- alfabetu łacińskiego – powszechnie używanego w latach 1927–1938.

## Wczesne alfabety

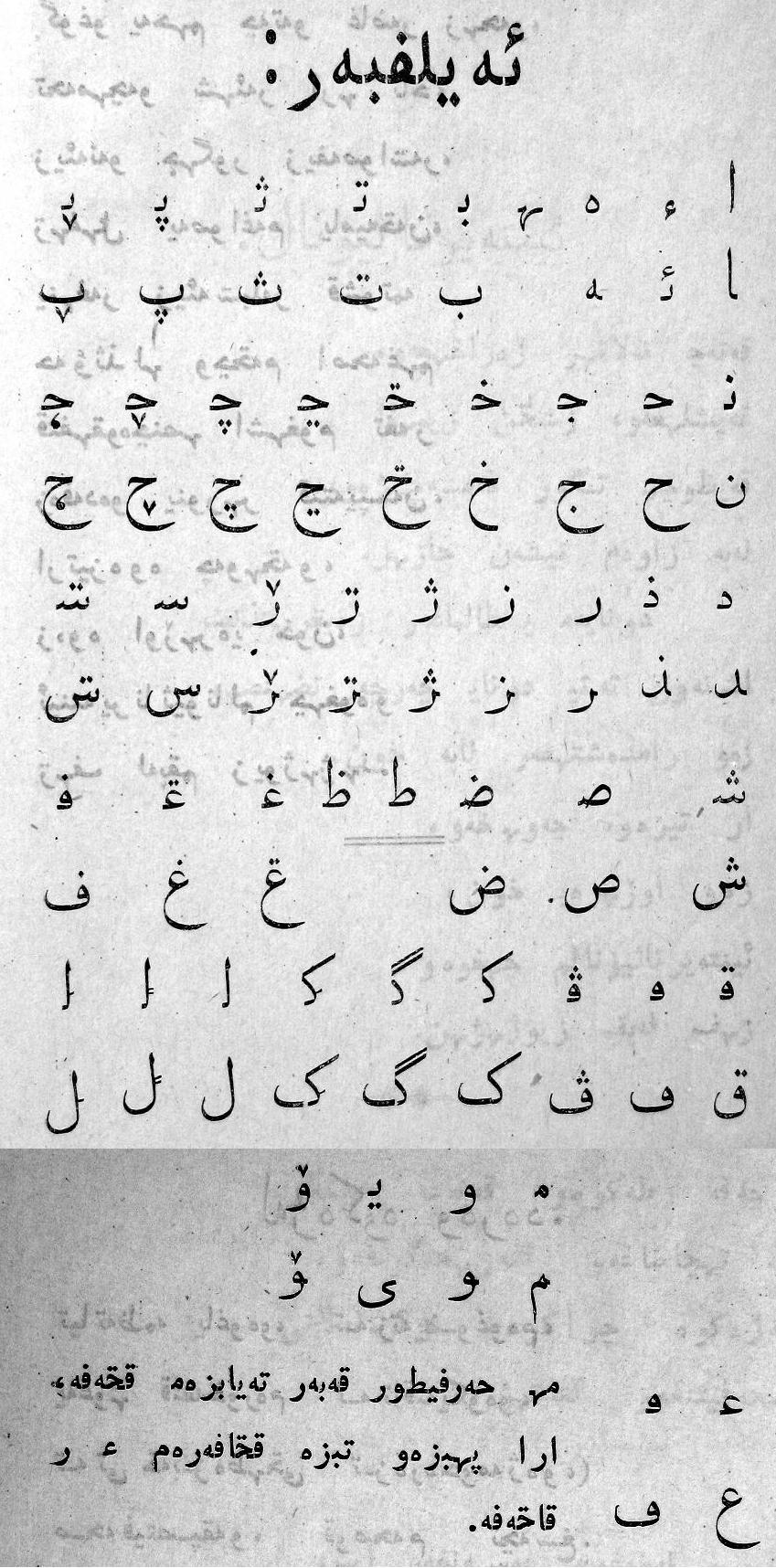
Alfabet adygejski oparty na arabskim (1918–1927 r.).

Pierwsze utrwalenie języka adygejskiego datuje się na XVII wiek (zapiski Evliya Çelebiego), jednak pierwsze próby stworzenia alfabetu adygejskiego sięgają początków XIX wieku. Wiadomo, że w tym czasie Adygejczyk Natałko Szeretłukow pracował nad rozwojem alfabetu, ale na prośbę duchowieństwa musiał spalić swoją pracę.
W tym samym czasie podjęto próbę zaadaptowania cyrylicy do zapisu języka adygejskiego. Zajmował się tym rosyjski etnograf i kaukazolog Leontij Lulje. W 1846 r. Lulje wydał „Słowar russko-czerkiesskij ili adigskij” (Словарь русско-черкесский или адигский, pol. Słownik rosyjsko-czerkieski albo angielski), w którym wykorzystany został alfabet rosyjski w ówczesnej formie (bez liter й, щ, ѣ, ѳ, ѵ) i z dodatkiem dwuznaków т͡л, п͡л, т͡х, i͡e, у͡а, у͡о, ю͡ё. Według opinii kaukaskiego lingwisty Piotra Uslara, alfabet ten nie oddawał adekwatnie fonetyki języka adygejskiego. Alfabet Luljego nie był dalej rozwijany.
Tworzenie właściwego alfabetu adygejskiego rozpoczęto w 1853 r., kiedy to uczony Umar Biersiej opracował alfabet adygejski w oparciu o alfabet arabski. W 1855 r. w Tbilisi w tym alfabecie wydano „Bukwar czerkiesskich językow” (Букварь черкесских языков, pol. Słownik języków czerkieskich), zatwierdzony przez Akademię Nauk, a także Uslara. Ten słownik stał się pierwszą książką w języku adygejskim. Jednak ten alfabet miał wiele wad – wykorzystano w nim litery niezbędne do oznaczenia kilku arabskich fonemów, jednak nieistotne dla języka adygejskiego. Jednocześnie nie wszystkie adygejskie fonemy otrzymały swoją formę graficzną. W 1878 r. nieznacznie zmieniony alfabet Biersieja wykorzystał Chadżebieg Anczok do zapisu ludowych tekstów.
W początkach XX wieku różni autorzy (A. Biekuch, S. Sijuchow, Ch. Tleceruk, I. Chidzietl) opracowali jeszcze kilka alfabetów adygejskich opartych na alfabecie arabskim. Najbardziej udanym okazał się alfabet stworzony przez Achmietowa Biekucha (według innych danych alfabet stworzył Sijuchow). W nim w 1918 r. z inicjatywy Kubańskiego Komitetu Rewolucyjnego w Jekaterynodarze wydany został słownik. Na bazie alfabetu zamieszczonego w tym słowniku, wydrukowano po raz pierwszy gazety, podręczniki i inną literaturę. Także i ten alfabet miał pewne wady – ponownie nie stworzono znaków do oddania niektórych fonemów adygejskich. Niemniej jednak alfabet pozostał w użyciu do 1927 r.
W diasporze alfabet adygejski oparty na arabskim został stworzony przez Muhammeda Kemala Chuażewa. W 1910 r. w Kairze w tym alfabecie wydano słownik. Nowy alfabet zawierał 59 znaków, w tym 8 znaków wymyślonych przez autora.

## Latynizacja
Pierwszy latynizowany alfabet łaciński został stworzony przez przedstawiciela adygejskiej diaspory Blanaua Batoka. W 1918 r. w Stambule został wydany słownik jego autorstwa, w którym zamieszczono następujący wariant alfabetu: E ᴇ, B b, P p, T t, C c, Ç ç,  h, X x, X̂ x̂, D d, R r, Z z, J j, S s, Ŝ ŝ, G g, Ĝ ĝ, F f, K k, Q q, Q̂ q̂, L l,  , M m, N n, V v, Y y, H ʜ, A a,  e, I ı, İ i, O o, U u, W w. W 1922 r. tamże opublikowano słownik z drugim wariantem latynizowanego alfabetu: a e i ī u o ù з v w p b f r m n l ꞁ t d s ts z dz y ç s̄ s̄s̄ j jj ȷ c cc dj dȷ q̄ q g ḡ h x x k.
W ZSRR w latach 20. XX wieku przeprowadzono proces latynizacji alfabetów. W ramach tego procesu już w 1923 r. poruszono kwestię latynizacji alfabetu adygejskiego. Opracowanie nowego alfabetu powierzono Nikołajowi Jakowlewowi, który w 1924 r. przedstawił swój projekt. W 1926 r. projekt ten został nieco uproszczony, po czym w 1927 r. został oficjalnie przyjęty przez radę edukacji Adygejskiej ASRR. Alfabet przedstawiał się następująco:
| Litera | ᴀ    | ʙ    | c    |       | d   | ᴣ    | e    | ə     | f    |     |
| MAF    | [a:] | [b]  | [t͡s] | [t͡sʼ] | [d] | [d͡z] | [e]  | [ə]   | [f]  | [f] |
| Litera | g    | ǥ    | ɦ    | i     | y   | k    | ꝁ    | ʀ     | ⱪ    | l   |
| MAF    | [ɡ]  | [d͡ʒ] | [ħ]  | [i]   | [j] | [k]  | [t͡ʃ] | [kʼʲ] | [kʼ] | [l] |
| Litera |      |      | m    | n     | o   | ᴘ    |      | q     | r    | s   |
| MAF    | [ɬ]  | [ɬʼ] | [m]  | [n]   | [o] | [p]  | [pʼ] | [q]   | [r]  | [s] |
| Litera | š    |      | ʃ    | ħ     | t   |      | u    | v     | x    |     |
| MAF    | [ʂ]  | [ʃʼ] | [ɕ]  | [ʃ]   | [t] | [tʼ] | [u]  | [w]   | [x]  | [χ] |
| Litera | z    | ⱬ    |      |       |     |      | đ    |       | h    | w   |
| MAF    | [z]  | [ʐ]  | [ʑ]  | [ʒ]   | [ʁ] | [ɣ]  | [t͡ʂ] | [t͡ʃʼ] | [ʔ]  | [v] |

Znaczącą rolę w stworzeniu latynizowanego alfabetu odegrał także Daud Aszchamaf. Adygejski alfabet latynizowany pozbawiony był dużych liter i nie był zunifikowany z innymi alfabetami narodów ZSRR. Taki wariant alfabetu wykorzystywano do 1938 r..
Stworzenie adygejskiego alfabetu łacińskiego przyczyniło się do rozwoju języka literackiego, który oparto na dialekcie temirgojewskim. W tym samym okresie rozpoczął się rozwój zbioru reguł, który zakończył się w latach 1933–1934. W łacińskim alfabecie drukowano m.in. książki, gazety i czasopisma.

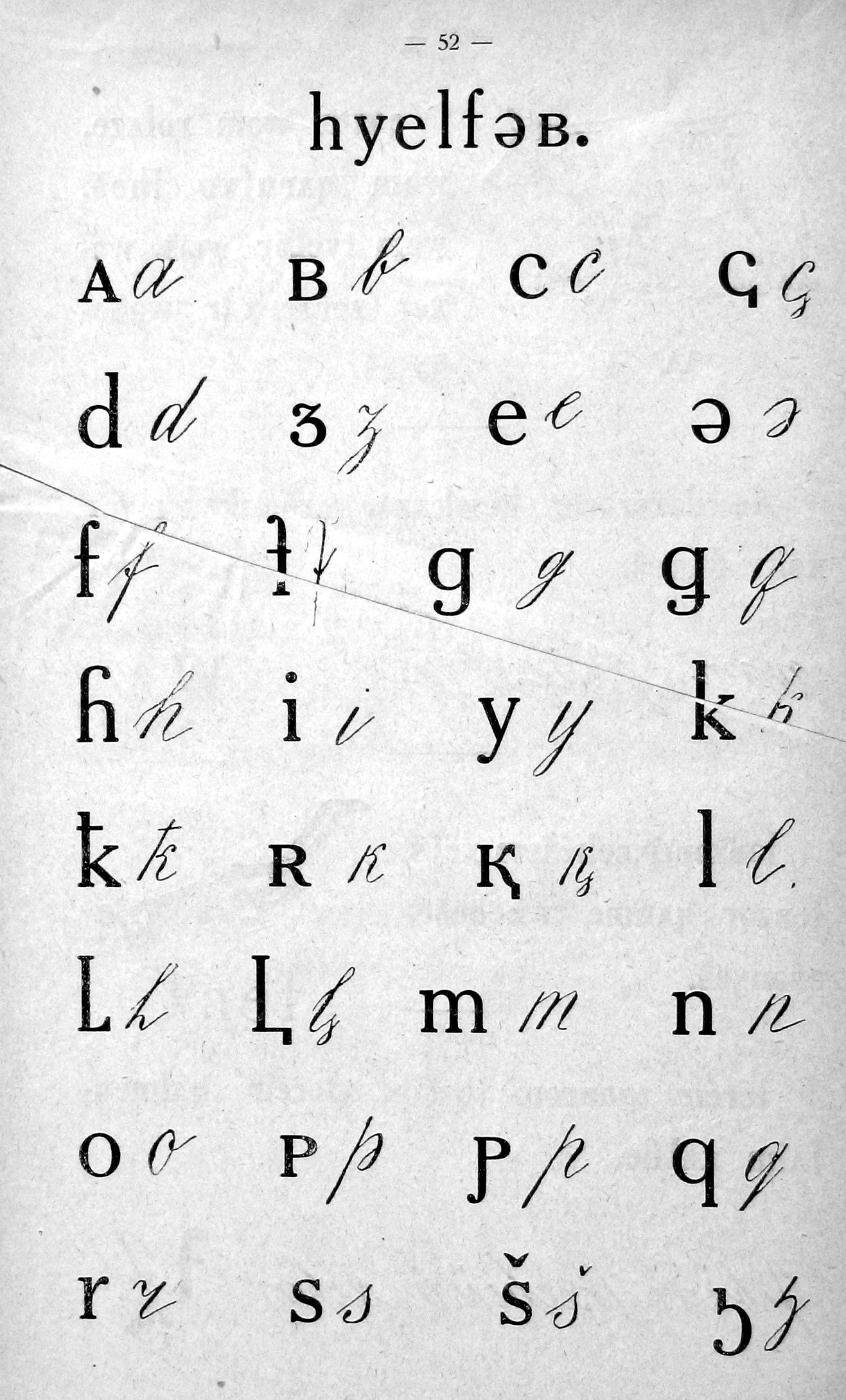
Adygejski alfabet latynizowany 1927–1938 r. (pierwsza strona)
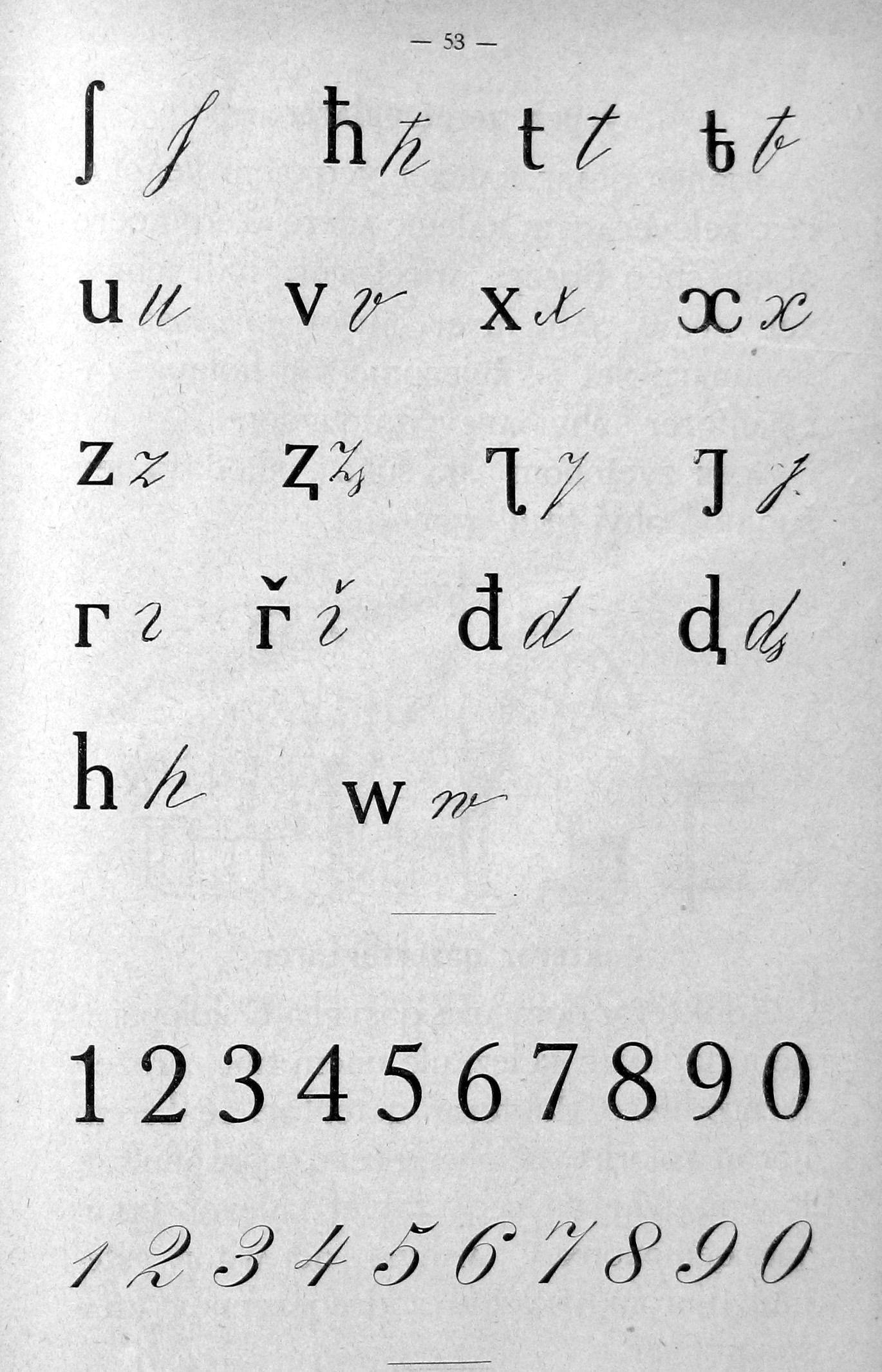
Adygejski alfabet latynizowany 1927–1938 r. (druga strona)
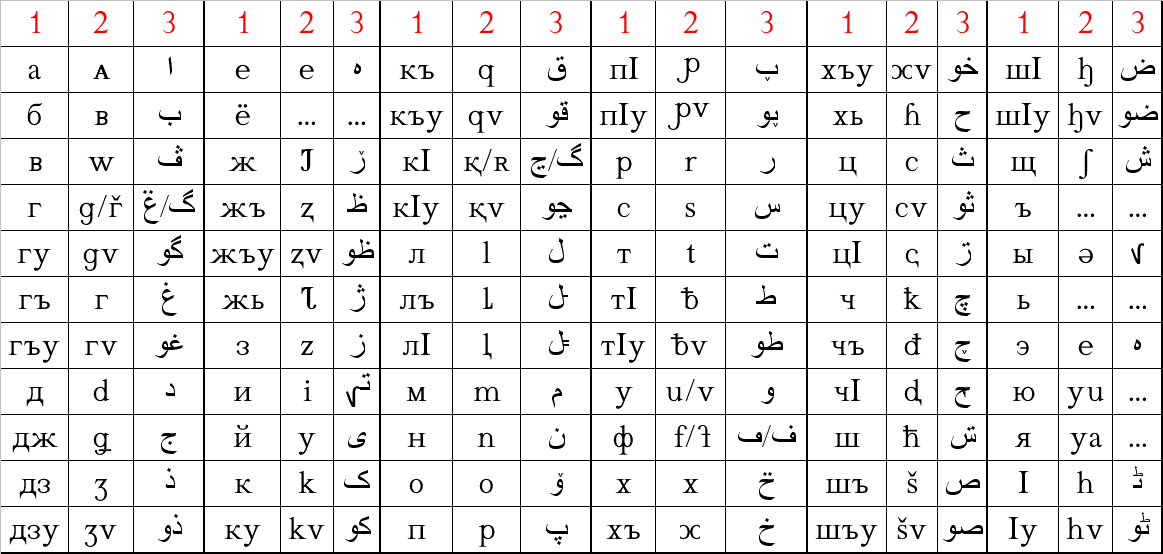
Tabela odpowiadających sobie liter różnych wariantów alfabetów 1 – cyrylica, 2 – łacinka, 3 – arabski 1918–1927 r.

## Współczesny alfabet
W drugiej połowie lat 30. XX wieku w ZSRR rozpoczął się proces cyrylizacji alfabetów. W związku z tym w 1937 r. N. Jakowlew i D. Aszchamaf opracowali nowy alfabet adygejski oparty na cyrylicy; wkrótce został on zatwierdzony przez adygejski komitet regionalny. W 1958 r. omówiono projekt reformy alfabetu adygejskiego, w tym jego unifikacji z abchaskim i kabardyjskim, ale nie było zgody co do potrzeby reformy. Również przez długi czas nie było zgody wśród specjalistów w kwestii, które dwu- i trójznaki alfabetu adygejskiego należy traktować jako oddzielne litery, a które nie. Z biegiem czasu osiągnięto konsensus co do tego, że 66 liter, dwu- i trójznaków języka adygejskiego należy uznać za osobne znaki. Pod koniec lat 90. XX wieku ponownie pojawiła się kwestia unifikacji alfabetów adygejskiego i kabardyjskiego, lecz znów nie udało się zrealizować tego planu.
Współczesny alfabet adygejski wraz z nazwami liter
| А а а        | Б б бы       | В в вы    | Г г гы          | Гу гу гуы    | Гъ гъ гъы        | Гъу гъу гъуы | Д д ды    | Дж дж джы    | Дз дз дзы | Дзу дзу дзуы |
| Е е йэ       | Ё ё йо       | Ж ж жы    | Жъ жъ жъы       | Жъу жъу жъуы | Жь жь жьы        | З з зы       | И и йы    | Й й йы кӏаку | К к кы    | Ку ку куы    |
| Къ къ къы    | Къу къу къуы | КI кI кӏы | Кӏу кӏу кӏуы    | Л л лы       | Лъ лъ лъы        | ЛI лI лӏы    | М м мы    | Н н ны       | О о уэ    | П п пы       |
| ПI пI пӏы    | Пӏу пӏу пӏуы | Р р ры    | С с сы          | Т т ты       | ТI тI тӏы        | Тӏу тӏу тӏуы | У у уы    | Ф ф фы       | Х х хы    | Хъ хъ хъы    |
| Хъу хъу хъуы | Хь хь хьы    | Ц ц цы    | Цу цу цуы       | ЦI цI цӏы    | Ч ч чы           | Чъ чъ чъы    | ЧI чI чӏы | Ш ш шы       | Шъ шъ шъы | Шъу шъу шъуы |
| ШI шI шӏы    | Шӏу шӏу шӏуы | Щ щ щы    | Ъ ъ пытэ тамыгъ | Ы ы ы        | Ь ь шъэбэ тамыгъ | Э э э        | Ю ю йыу   | Я я йа       | I Iы      | Iу Iыу       |

W 2018 r. Nedżdet Meszwez opublikował eksperymentalny podręcznik opracowany na podstawie stworzonego przez niego alfabetu, w którym większość dwu- i trójznaków zamieniono na litery ze znakami diakrytycznymi. Według autora opracowany przez niego projekt nie ma na celu zastąpienia istniejącego alfabetu, ale ułatwienie jego nauki osobom, które dopiero zaczynają uczyć się języka adygejskiego i/lub jego formy pisemnej.